# Slag bij Stadtlohn

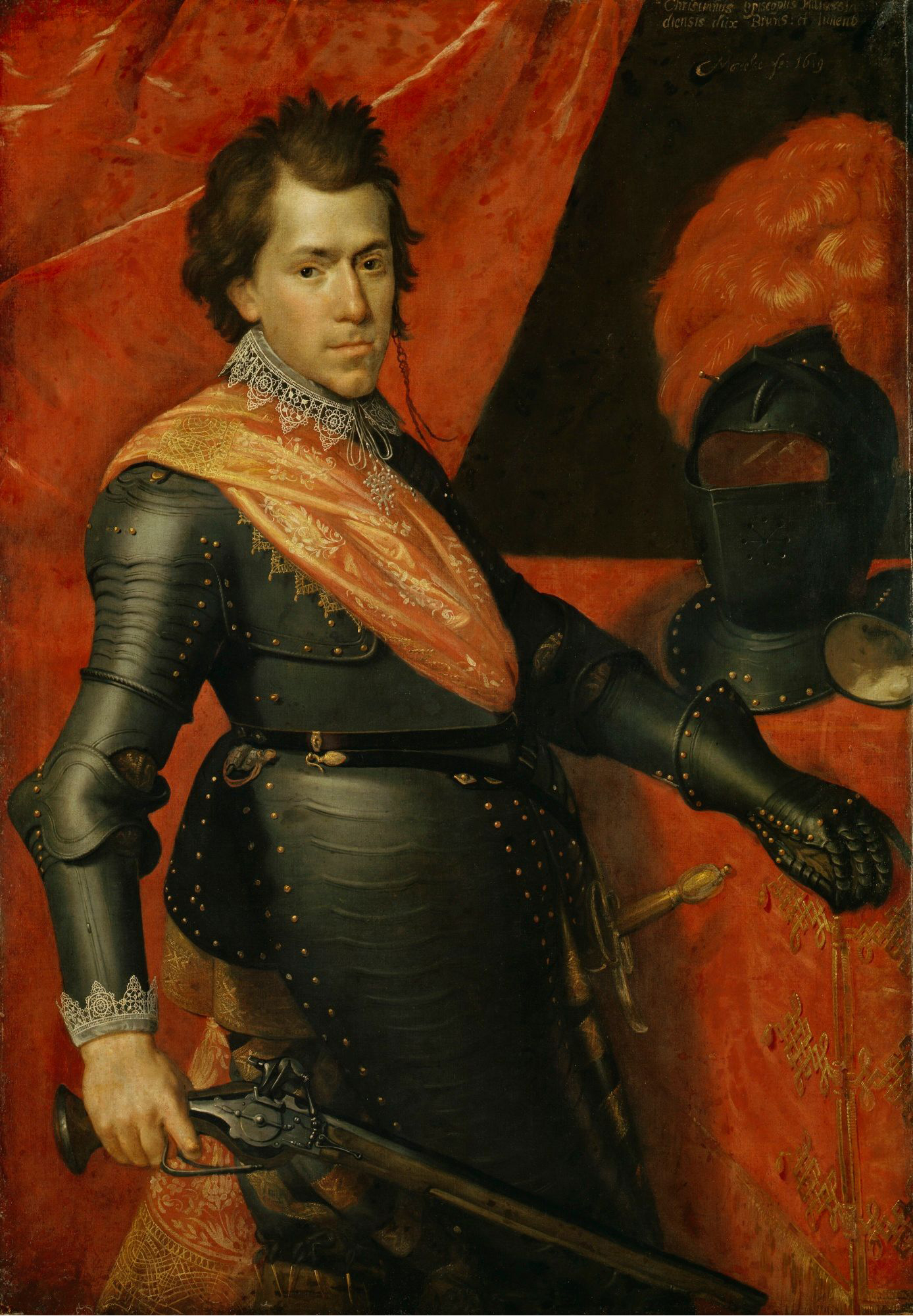
Christiaan van Brunswijk

De Slag bij Stadtlohn was een veldslag bij Stadtlohn in Duitsland tijdens de Dertigjarige Oorlog op 6 augustus 1623. De slag vond plaats tussen de troepen van de protestantse veldheer Christiaan van Brunswijk-Wolfenbüttel en die van de Katholieke Liga onder graaf Tilly. De slag eindigde met een zware nederlaag voor Christiaan van Brunswijk.

## Aanloop
Een poging van Christiaan van Brunswijk en Peter Ernst I van Mansfeld in de zomer van 1622, om vanuit de Neder-Saksische Kreits een nieuw initiatief tegen de Habsburgse keizer te ondernemen, mislukt. Daarop traden deze veldheren met hun 15.000 man sterke leger in dienst van de Nederlanden, waar ook hun dienstheer Frederik V van de Palts en bovenal zijn echtgenote Elizabeth Stuart zich bevonden. Hun leger had geen goede naam, zij leefden voordien meer van plunderingen dan van soldij. Zij ontvingen vanaf dat moment 600.000 gulden van de Staten per drie maanden en waren in 1622 te Fleurus door middel van een list ontsnapt aan de Spanjaarden en verenigden zich te Bergen op Zoom met Maurits van Oranje, op dat moment verwikkeld in het beleg van Bergen op Zoom (1622). Gezamenlijk wisten zij het beleg op te breken. Mansfeld ging hierna naar Friesland waar hij bleef tot 1624. Van Brunswijk wiens bijnaam "De dolle hertog" was, die niet zonder strijd kon, ondernam met enige Staatse steun vanuit Bredevoort een veldtocht op Duits grondgebied.
Zijn leger trok tot in Saksen, maar in het uitblijven van de gehoopte ondersteuning door de Duitse protestantse vorsten was Christiaan genoodzaakt een lange terugtocht naar de Nederlanden te ondernemen. Het leger van de graaf van Tilly zette de achtervolging in, en kon uiteindelijk net voor de Nederlandse grens Christiaan tot de strijd dwingen.

## Slag
Drie dagen lang kon Van Brunswijks achterhoede, onder bevel van Herman Otto I van Limburg Stirum, de aftocht dekken, maar op 6 augustus werd het leger tot de strijd gedwongen, op geen tien kilometer van de Nederlandse grens. Van Brunswijk liet zijn leger posities innemen op een heuvel, die verder met een gedeeltelijk uitgedroogd moeras omringd was. Deze strategische positie bleek achteraf te verwaarlozen, omdat het leger van de Liga groter was in aantallen, een sterkere discipline gewoon was, en veel meer krijgservaring had opgedaan dan de soldaten van Van Brunswijk. De Liga-heer bracht uiterst zware verliezen aan zijn Protestantse tegenstanders. Ongeveer twee derde van Van Brunswijks soldaten werden gedood of gevangengenomen en hij verloor ook zijn geschut, zijn ammunitie en het grootste deel van zijn bagage. De gewonden aan Protestantse kant waren dermate hoog, dat Tilly's soldaten na een bepaalde tijd de aanvallen staken. Over het aantal doden en gewonden zijn de bronnen onduidelijk. Er wordt melding gemaakt tussen de 3.000 en 4.000. Andere schrijvers melden 2.000 doden. De drost van Ahaus, die met de zijnen de doden had begraven, maakt melding van 350 doden.

## Nasleep

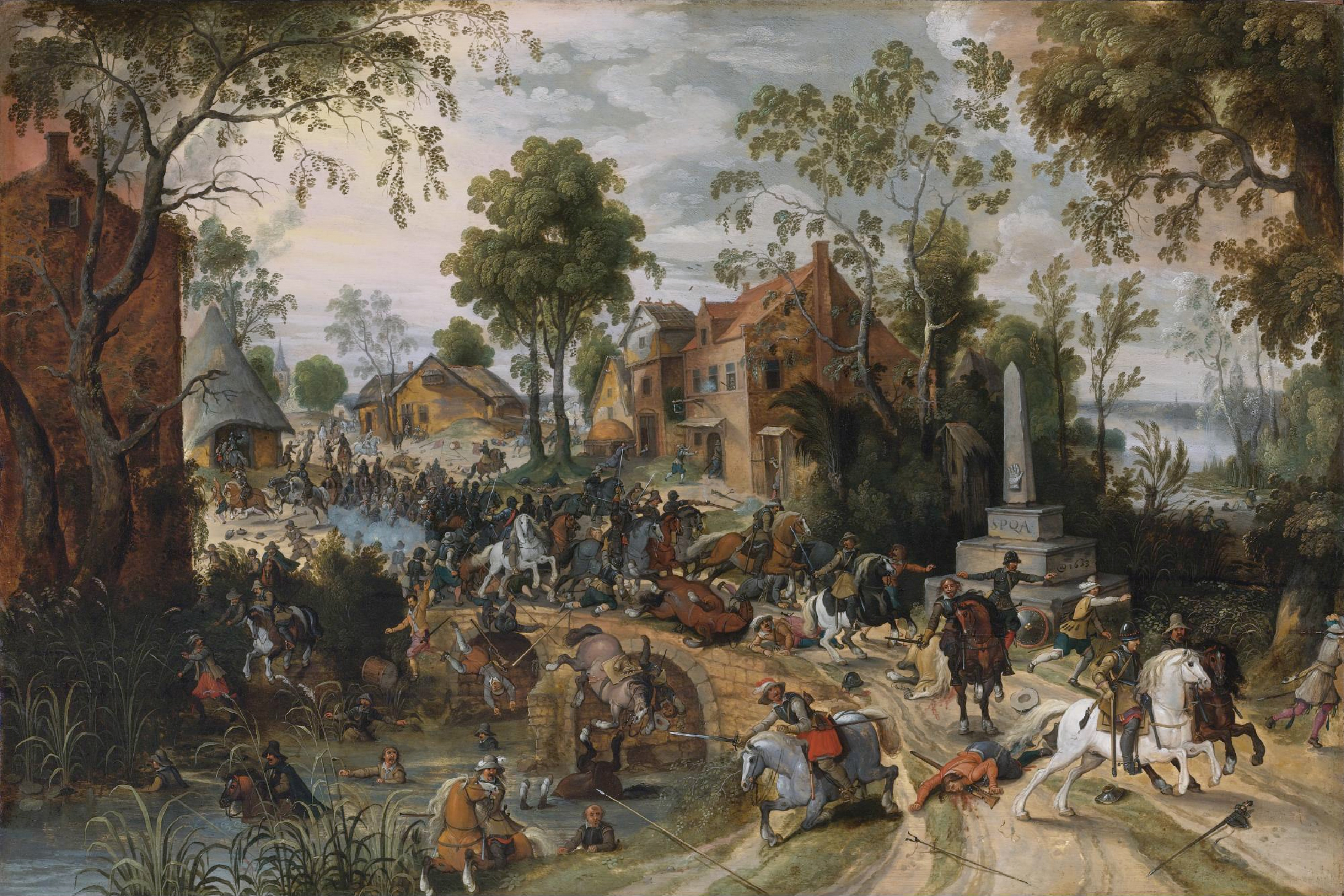
De slag bij Stadtlohn (Sebastiaen Vrancx, 1623)

Bij het vallen van de nacht was Christiaan van Brunswijk met ongeveer 5.000 man cavalerie terug in Bredevoort in de Nederlanden. Hun bagage en geschut waren in handen gevallen van de Katholieke Liga. Het geschut bestond uit zestien kanonnen, twee grote mortieren plus bijbehorende munitie. De infanterie was alle kanten opgevlucht en arriveerden enkele dagen na de slag in Zutphen, Deventer, Arnhem en Doesburg. Brunswijk was enige dagen in Bredevoort gebleven, en toen door Staatse troepen naar Arnhem gebracht. Daar trof hij bevelhebber Kniphuizen die hij verantwoordelijk hield voor de mislukte slag. Hij zou op 11 augustus onthoofd worden. Echter door bemiddeling van Frederik Hendrik van Oranje die een onderzoek had geëist, werd Kniphuizen onschuldig bevonden. Brunswijk trok na deze mislukking weer verder naar Friesland en Mansfeld. Dit was de laatste grote slag waaraan Brunswijk zou deel te nemen. Op 16 juni 1626 werd hij door een ziekte getroffen, en stierf op 26-jarige leeftijd te Wolfenbüttel in Duitsland. Tilly was niet tevreden over de afloop van deze slag, en onder de dekmantel de vluchtende soldaten te volgen plunderden zijn soldaten het Staatse grensgebied. De dorpen Winterswijk, Eibergen en Neede moesten het daarbij ontgelden.
Neede werd het zwaarst getroffen, waar wel veertig huizen waren afgebrand door brandstichting.

## Uitgaande verwijzing
- Tekst van Annette von Droste-Hülshoffs "Schlacht im Loener Bruch 1623" (PDF-Datei; 165 kB)